# Шкирко, Анатолий Афанасьевич
Анатолий Афанасьевич Шкирко (род. 13 сентября 1947, Грозный) — советский и российский военачальник, генерал-полковник (1996). Заместитель министра внутренних дел Российской Федерации — командующий внутренними войсками МВД России (1995—1997).

## Биография
Родился в семье рабочего. В 1965 году окончил среднюю школу.
Окончил Орджоникидзевское военное училище МООП имени С. М. Кирова (1965—1968). Служил в частях внутренних войск (ВВ) МВД СССР в городе Каунас Литовской ССР: командир взвода, с 1969 — секретарь комитета ВЛКСМ батальона, с 1971 по 1972 — помощник начальника штаба полка.
Окончил Военную академию имени М. В. Фрунзе (1972—1975). Служил на Урале: командир батальона конвойной бригады (пос. Сосьва, с 1978 — начальник штаба полка (Свердловск), командир учебного полка, командир конвойного полка, с марта 1985 — начальник штаба дивизии, с сентября 1987 по 1989 год — командир дивизии внутренних войск МВД СССР.
В 1991 году окончил Военную академию Генштаба Вооружённых сил СССР имени К. Е. Ворошилова. Дальнейшую службу проходил с июля 1991 года начальником Управления ВВ МВД СССР по Западной Сибири, с октября 1992 года начальником оперативного управления — заместителем начальника штаба Главного управления внутренних войск МВД России (1992—1993), с сентября 1993 года заместителем командующего внутренними войсками (ВВ) МВД России. Участник октябрьских событий в Москве 1993 года на стороне президента Б. Н. Ельцина.
С февраля 1995 года — заместитель командующего ВВ МВД России по чрезвычайным ситуациям. С 25 июля 1995 года начальник штаба — первый заместитель командующего ВВ МВД России, одновременно с октября 1995 — командующий Объединённой группировкой федеральных сил на территории Чеченской республики. Участник Первой чеченской войны. С 28 декабря 1995 по 24 июля 1997 года — командующий ВВ МВД России — заместитель Министра внутренних дел РФ.
В 1997 году уволен с военной службы по достижении предельного возраста нахождения на военной службе.
Председатель Центрального правления Общероссийского союза инвалидов внутренних войск, Вооружённых Сил, пограничных войск, служб безопасности, спорта и правоохранительных органов.
Выдвигался на выборах в Госдуму России от блока «За гражданское достоинство» (№ 3 в списке). По итогам выборов блок получил 0,61 % голосов и не смог преодолеть избирательный барьер.
С апреля 2006 года — председатель совета директоров ЗАО «Климовский специализированный патронный завод имени Ю. В. Андропова».
Член КПСС с 1970 по 1991 годы.

## Награды
- орден Мужества (1995)
- Орден «За службу Родине в Вооружённых Силах СССР» (1982)
- медали СССР и России
- именное оружие (1994)

## Воинские звания
- полковник (22.4.1987)
- генерал-майор (29.4.1991)
- генерал-лейтенант (6.11.1993)
- генерал-полковник (30.3.1996)